# Buenos Aires City Football Club
El Buenos Aires City Football Club fue un club fundado en 2017 dedicado principalmente al fútbol playa, que intentó representar a toda la Ciudad de Buenos Airesen la Argentina.
La idea de la creación del club surgió en 2016, y en 2017 se fundó, empezando a competir oficialmente en torneos de la AFA. El Buenos Aires City FC tiene su sede social en Villa Urquiza, y se llegó a hablar de su posibilidad de ingresar a la Primera D, aunque aún no posee estadio propio para jugar en cancha de once.
El club disputó su primer torneo de fútbol playa en 2017, logrando ser campeón en 2021 tras cinco ediciones fallidas. De la misma forma el plantel femenino ganó la primera edición del Campeonato de Fútbol Playa Femenino en 2021. Desde 2022 ya no participó de los torneos AFA de Fútbol Playa.

## Estadísticas

### Campeonato de Fútbol Playa AFA
| Año        | Ronda           | P               | J               | G               | G+              | P               | GF              | GC              | GD              |
| ---------- | --------------- | --------------- | --------------- | --------------- | --------------- | --------------- | --------------- | --------------- | --------------- |
| 2017       | Primera Fase    | -               | 3               | 1               | 0               | 2               | 19              | 22              | -3              |
| 2018       | Semifinales     | -               | 3               | 1               | 0               | 2               | 10              | 12              | -2              |
| 2019 Aper. | Sin información | Sin información | Sin información | Sin información | Sin información | Sin información | Sin información | Sin información | Sin información |
| 2019 Clau. | Sin información | Sin información | Sin información | Sin información | Sin información | Sin información | Sin información | Sin información | Sin información |
| 2021 Tran. | Sin información | Sin información | Sin información | Sin información | Sin información | Sin información | Sin información | Sin información | Sin información |
| 2021       | Campeón         | 1°              | 16              | 13              | 3               | 0               | 77              | 41              | +36             |
| Total      | 1 Título        | 6/6             | 22              | 15              | 3               | 4               | 106             | 75              | +31             |

### Copa Libertadores de Fútbol Playa
| Año   | Ronda             | P                 | J                 | G                 | G+                | P                 | GF                | GC                | GD                |
| ----- | ----------------- | ----------------- | ----------------- | ----------------- | ----------------- | ----------------- | ----------------- | ----------------- | ----------------- |
| 2016  | No participó      | No participó      | No participó      | No participó      | No participó      | No participó      | No participó      | No participó      | No participó      |
| 2017  | No clasificó      | No clasificó      | No clasificó      | No clasificó      | No clasificó      | No clasificó      | No clasificó      | No clasificó      | No clasificó      |
| 2018  | No clasificó      | No clasificó      | No clasificó      | No clasificó      | No clasificó      | No clasificó      | No clasificó      | No clasificó      | No clasificó      |
| 2019  | No clasificó      | No clasificó      | No clasificó      | No clasificó      | No clasificó      | No clasificó      | No clasificó      | No clasificó      | No clasificó      |
| 2020  | Torneo suspendido | Torneo suspendido | Torneo suspendido | Torneo suspendido | Torneo suspendido | Torneo suspendido | Torneo suspendido | Torneo suspendido | Torneo suspendido |
| 2021  | Torneo suspendido | Torneo suspendido | Torneo suspendido | Torneo suspendido | Torneo suspendido | Torneo suspendido | Torneo suspendido | Torneo suspendido | Torneo suspendido |
| 2022  | No clasificó      | No clasificó      | No clasificó      | No clasificó      | No clasificó      | No clasificó      | No clasificó      | No clasificó      | No clasificó      |
| Total | -                 | 0/5               | -                 | -                 | -                 | -                 | -                 | -                 | -                 |